# Hanns Sachs
Este artículo se refiere al psicoanalista. Para el poeta, véase Hans Sachs.
Hanns Sachs (Viena, 10 de enero de 1881 - Boston, 10 de enero de 1947) fue un psicoanalista austríaco, jurista y temprano colaborador de Sigmund Freud.

## Biografía
Hanns, hijo de un abogado judío, estudió leyes en la Universidad de Viena. Allí se doctoró en 1904, estableciéndose en Viena como abogado. Después de haber leído la "Interpretación de los sueños" de Sigmund Freud, comenzó a visitar regularmente la cátedra de Freud y en 1909 se hizo miembro de la Sociedad Psicológica del Miércoles. A partir de 1912 fue editor de la revista „Imago - Revista para la Aplicación del Psicoanálisis a las Ciencias Sociales“ junto a Otto Rank. En 1913 pasó a ser miembro del „Consejo Secreto“, conformado por él, Karl Abraham, Sandor Ferenczi, Ernest Jones y Otto Rank. Entre 1920 y 1932 vivió y trabajó en Berlín. En 1926, él y Karl Abraham se desempeñaron como asesores científicos para la película de cine mudo de Georg Wilhelm Pabst "El misterio de un alma".
Sachs reconoció tempranamente los peligros del nacionalsocialismo, migrando a los Estados Unidos en 1932 y estableciéndose en Boston. Y mantuvo un estrecho contacto con Freud, quien en su lecho de muerte, en 1939, dijo a Sachs que "sé que tengo al menos  un  amigo en Estados Unidos". Editó a partir de 1939 la revista „American Imago“. En 1945, publicó un afectuoso libro de memorias de Freud (que el biógrafo de Freud Peter Gay consideró indispensable).

## Aportes psicoanalíticos
En sus escritos, Sachs realizó aportes esenciales al desarrollo de una teoría literaria psicoanalítica. Reiner Wild, quien en la cátedra de germanística de la Universidad de Mannheim prepara una edición de los trabajos de Hanns Sachs en ciencias literarias y teoría literaria, escribe:

„En estos trabajos, cuyo centro está formado por el estudio aparecido en 1924 „Gemeinsame Tagträume“, desarrolló una teoría literaria psicoanalítica, que parte del carácter social de la obra de arte como un soñar despierto conjunto, es decir, un Tagtraum colectivo.“

La primera publicación analítica de Sachs, en el tema de los sueños (1912) fue citado por Freud en su estudio de Psicología multitudinaria, como era su posterior estudio de 1920 sobre "La Comunidad de Daydreams".

## Obra
- Die Bedeutung der Psychoanalyse für die Geisteswissenschaften (con Otto Rank), 1913
- Gemeinsame Tagträume. Berlin, Leipzig, Wien: Internationaler psychoanalytischer Verlag, 1924
- One of the Motive Factors in the Formation of the Superego in Women. International Journal of Psychoanalysis 1929
- Bubi Caligula, 1930
- Zur Menschenkenntnis: Ein psychoanalytischer Wegweiser für den Umgang mit sich selbst und anderen, 1936
- The creative unconscious: Studies in the psychoanalysis of art. Cambridge, MA: Sci-Arts Publishers, 1942
- Freud: Master and Friend, 1944
- Masks of love and life: The philosophical basis of psychoanalysis“ (ed. A. A. Roback) Cambridge, MA: Sci-Arts Publishers, 1948
- Psychoanalyse und Dichtung, en: B. Urban (ed.) Psychoanalyse und Literaturwissenschaft, Tubinga 1973

## Literatura
- Fritz Moellenhoff. Hanns Sachs, 1881-1947: the creative unconscious. In Psychoanalytic pioneers (eds. F. Alexander, S. Eisenstein, y M. Grotjahn) New York, Londres: Basic Books, 1966.